# 苏州白鹭园公园

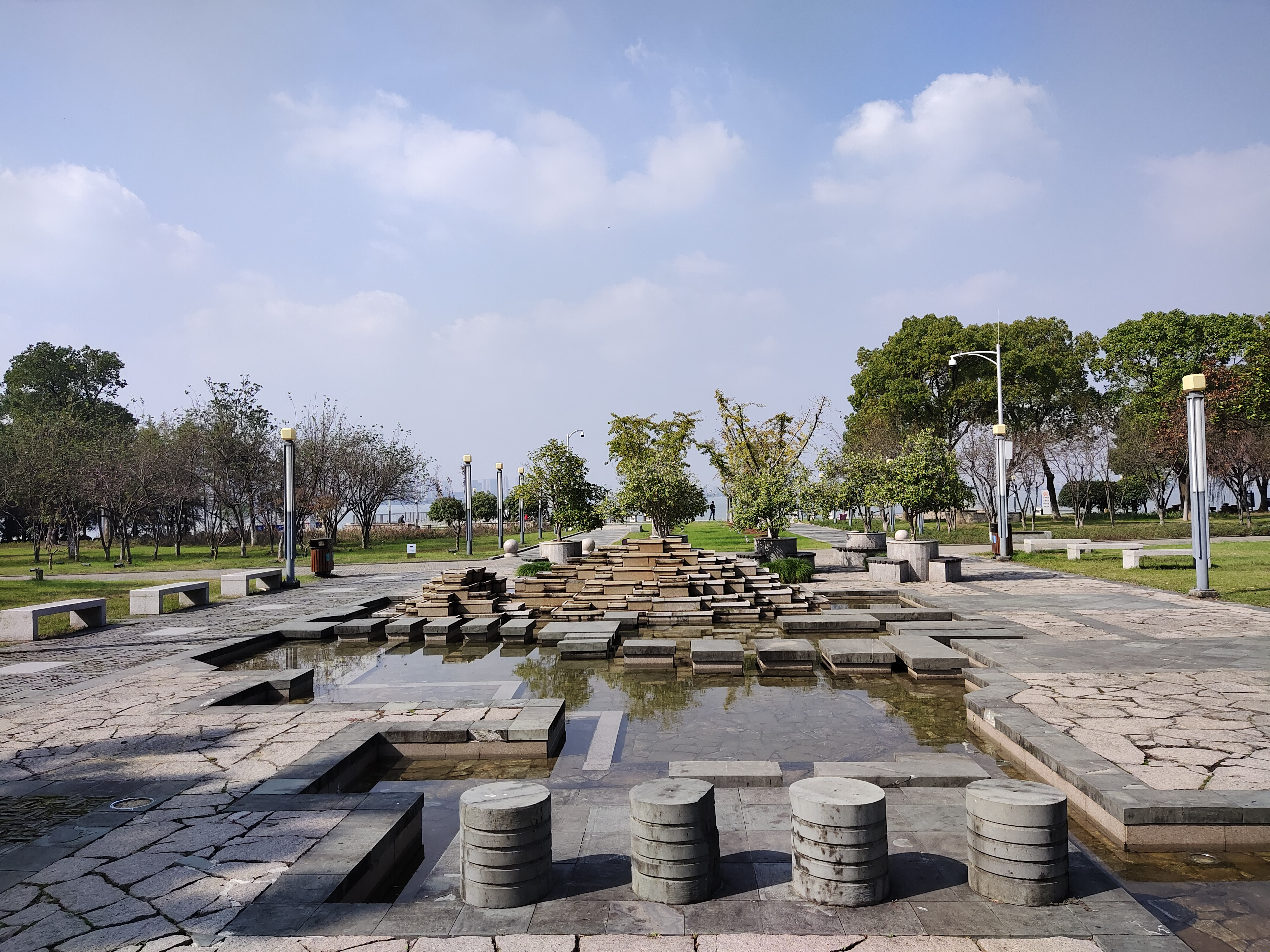
公园一角

苏州白鹭园公园是一座开放式生态公园，位于中华人民共和国江苏省苏州市工业园区高教区独墅湖畔。西面临独墅湖，东面临马路，北面临独墅湖图书馆，南面临独墅湖体育馆，因白鹭常在此栖息，故此得名。公园总面积约为23万平方米，绿化面积达18万平方米，内有独墅湖教堂。

## 公园图册
- 导游图
- 1号入口
- 2号入口
- 3号入口
- 独墅湖教堂
- 雕像
- 雕像：课堂上
- 雕像：读者
- 蜿蜒的小路